# Boschniakia rossica
Boschniakia rossica – gatunek rośliny z rodziny zarazowatych (Orobanchaceae) i monotypowego rodzaju Boschniakia. Występuje w północno-zachodniej Ameryce Północnej (Alaska i zachodnie prowincje Kanady) oraz w północnej Azji i Europie (Wyspy Japońskie, Półwysep Koreański, północne Chiny, Mongolia i Rosja, w tym też jej północna część na zachód od Uralu). 
Występuje w niższych położeniach (maksymalnie do 1500 m n.p.m.) w lasach na torfowiskach, nad rzekami, strumieniami i jeziorami. Jest całkowitym pasożytem drzew z rodzaju olsza Alnus, prawdopodobnie także brzóz Betula i borówek Vaccinium. Roślina zawiera związki o aromacie bardzo atrakcyjnym dla kotów (przypomina pod tym względem kocimiętkę). Jest rośliną monokarpiczną – zamiera po kwitnieniu, które następuje w miesiącach letnich (lipiec i sierpień).

## Morfologia
PokrójRoślina bezzieleniowa rozwijająca pod ziemią strukturę podobną do kłącza, pozbawioną korzeni, ale nieregularnie okrytą łuskami. Wyrasta z niej prosto wzniesiona, mięsista i naga łodyga kwiatonośna (czasem wyrastają dwie lub trzy łodygi). Osiągają one do blisko 40 cm wysokości.
LiścieSztywne, siedzące, łuskowate, całobrzegie.
KwiatyZebrane są w gęsty, kłosokształtny kwiatostan na szczycie łodygi. Kwiaty są siedzące i wsparte przysadkami. Kielich jest 4- lub 5-działkowy, dwubocznie symetryczny, kubeczkowaty, z łatkami na końcu trójkątnymi i zaostrzonymi. Korona ma kolor ciemnoczerwony lub ciemnofioletowy, jest silnie grzbiecista, dwuwargowa. Pręciki są cztery, dwusilne, o nitkach nagich. Zalążnia jest jednokomorowa z szyjką zakończoną 2–4-łatkowym znamieniem.
OwoceTorebki zawierające ponad dwa tysiące jasnobrązowych lub brązowych, podługowatych nasion.

## Systematyka i nazewnictwo
Gatunek rośliny z monotypowego rodzaju Boschniakia z rodziny zarazowatych (Orobanchaceae). Do rodzaju zaliczany bywał gatunek Boschniakia himalaica Hooker f. & Thomson – pasożyt różaneczników w Himalajach, który wyodrębniony został do osobnego rodzaju jako Xylanche himalaica (Hook.f. & Thomson) Beck.
Nazwa rodzajowa upamiętnia Aleksandra Boszniaka (1786–1831), botanika-amatora szpiegującego Dekabrystów i uczestniczącego w podróży Adama Mickiewicza na Krym. Nazwa gatunkowa oznacza 'rosyjska'.